# Zgromadzenie Ogólne Sędziów Naczelnego Sądu Administracyjnego
Zgromadzenie Ogólne Sędziów Naczelnego Sądu Administracyjnego – jeden z organów Naczelnego Sądu Administracyjnego, obok Prezesa Naczelnego Sądu Administracyjnego oraz Kolegium Naczelnego Sądu Administracyjnego.
W skład Zgromadzenia wchodzą sędziowie Naczelnego Sądu Administracyjnego pod przewodnictwem Prezesa NSA.
Zgromadzenie rozpatruje informację o rocznej działalności NSA; przedstawia Krajowej Radzie Sądownictwa kandydatów na sędziów; wybiera kandydatów na Prezesa Naczelnego Sądu Administracyjnego; wyraża zgodę w sprawie powołania i odwołania wiceprezesów Naczelnego Sądu Administracyjnego; ustala skład liczbowy Kolegium Naczelnego Sądu Administracyjnego oraz wybiera jego członków i dokonuje zmian w jego składzie; rozpatruje i opiniuje inne sprawy przedłożone przez Prezesa Naczelnego Sądu Administracyjnego lub zgłoszone przez członków Zgromadzenia Ogólnego Sędziów Naczelnego Sądu Administracyjnego.
Zgromadzenie jest zwoływane co najmniej jeden raz w roku.